# 大鳥塚古墳
大鳥塚古墳（おおとりづかこふん）は、大阪府藤井寺市古室にある古墳。形状は前方後円墳。古市古墳群（世界文化遺産）を構成する古墳の1つ。国の史跡に指定されている（史跡「古市古墳群」のうち）。

## 概要
大阪府東部、藤井寺市・羽曳野市・松原市にまたがる大古墳群である古市古墳群のうち、中位段丘（国府台地）上に築造された大型前方後円墳である。1984年（昭和59年）に藤井寺市教育委員会による調査が実施されている。
墳形は前方後円形で、前方部を南方向に向ける。墳丘は後円部で3段築成、前方部で2段築成。墳丘外表では葺石・円筒埴輪列や、形象埴輪（家形・蓋形・盾形・靫形・冑形埴輪など）が認められる。墳丘くびれ部両側には造出を有する。また墳丘周囲には馬蹄形の周濠が巡らされる（空濠、現在は埋設保存）。埋葬施設は明らかでなく、後円部墳頂の陥没坑の存在から盗掘に遭っているとみられるが、石材は認められず、粘土槨や木棺直葬と伝わる。副葬品も詳らかでないが、伝出土鏡1面が宮内庁書陵部に所蔵されるほか、伝出土鏡1面が知られ（現在は所在不明）、伝出土刀剣類が旧所有者から東京の博物館に寄贈されたという。なお北側には赤面山古墳があり、本古墳の陪塚と推測される。
築造時期は、古墳時代中期の5世紀前半頃造と推定される（赤面山古墳も同時期）。古市古墳群では大王墓の仲津山古墳（藤井寺市沢田）と同時期とされ、巨大前方後円墳（大王墓）に次ぐ大型前方後円墳として、当時のヤマト王権の政治階層を示す古墳になる。
古墳域は1956年（昭和31年）に国の史跡に指定されている。

## 遺跡歴
- 1900年（明治33年）、濱田耕作による踏査報告[3]。
- 1934年（昭和9年）、梅原末治による報告[3]。
- 1956年（昭和31年）9月22日、他の古墳4基と合わせて「古室山古墳群」として国の史跡に指定[6]。
- 1981年（昭和56年）、墳丘測量調査（藤井寺市教育委員会）[3]。
- 1984年（昭和59年）、水路改修工事予定に伴う調査（藤井寺市教育委員会）[3]。
- 1987年（昭和62年）、後円部外堤想定地における調査（藤井寺市教育委員会）[3]。
- 1990年（平成2年）、水道排水管敷設工事に伴う調査（藤井寺市教育委員会）[3]。
- 2000年（平成12年）、前方部南西隅における調査（藤井寺市教育委員会）[3]。
- 2001年（平成13年）1月29日、古室山古墳群と他の古墳を合わせて、国の史跡の指定名称を「古市古墳群」に変更[6]。
- 2015年（平成27年）、航空レーザー測量図作成（百舌鳥・古市古墳群世界文化遺産登録推進本部会議）[3]。

## 墳丘

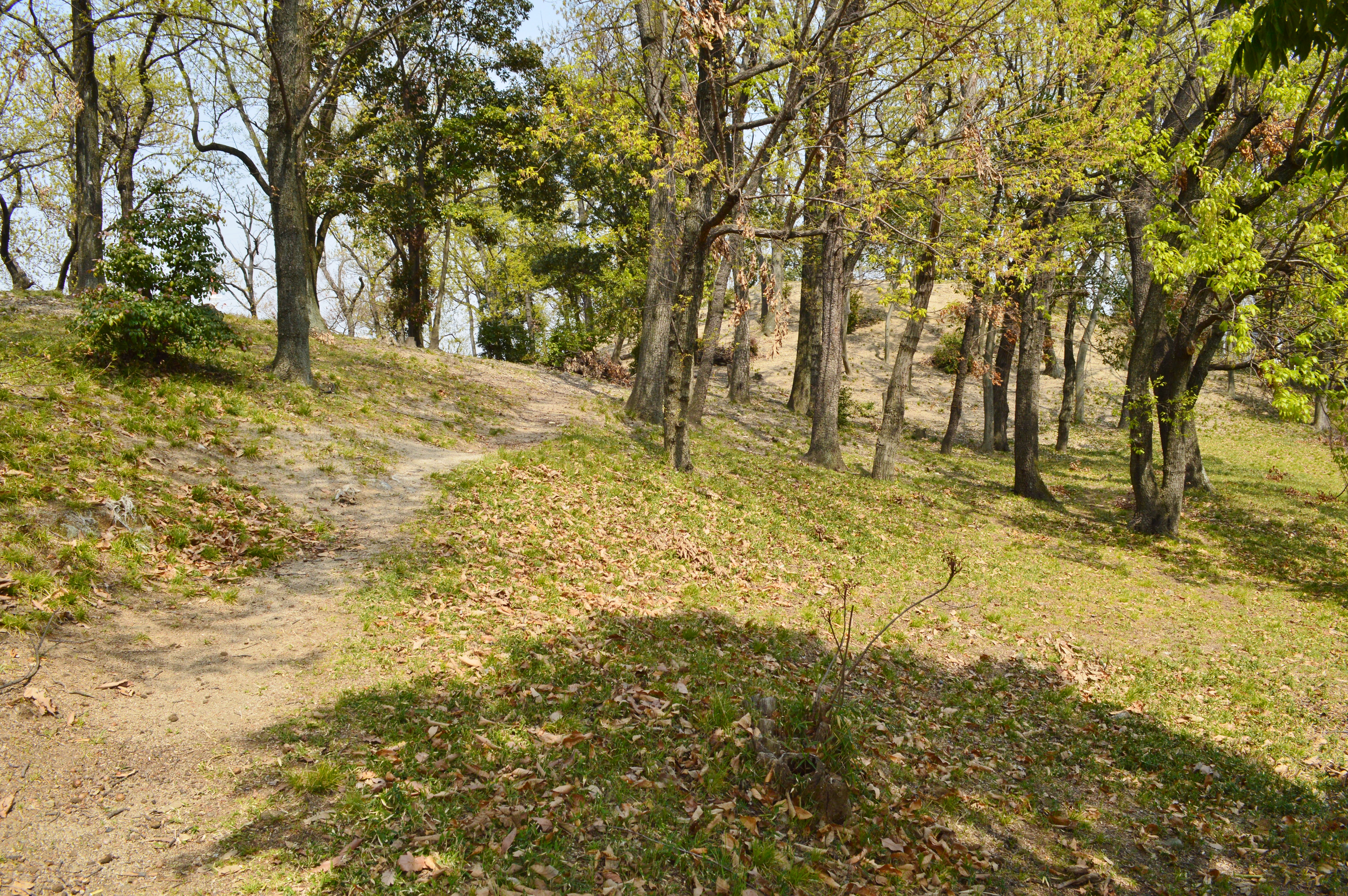
墳丘左手前に前方部、右奥に後円部。

墳丘の規模は次の通り。
- 墳丘長：110メートル
- 後円部 - 3段築成。
  - 直径：72メートル
  - 高さ：12メートル
- 前方部 - 2段築成。
  - 幅：50メートル
  - 高さ：6メートル

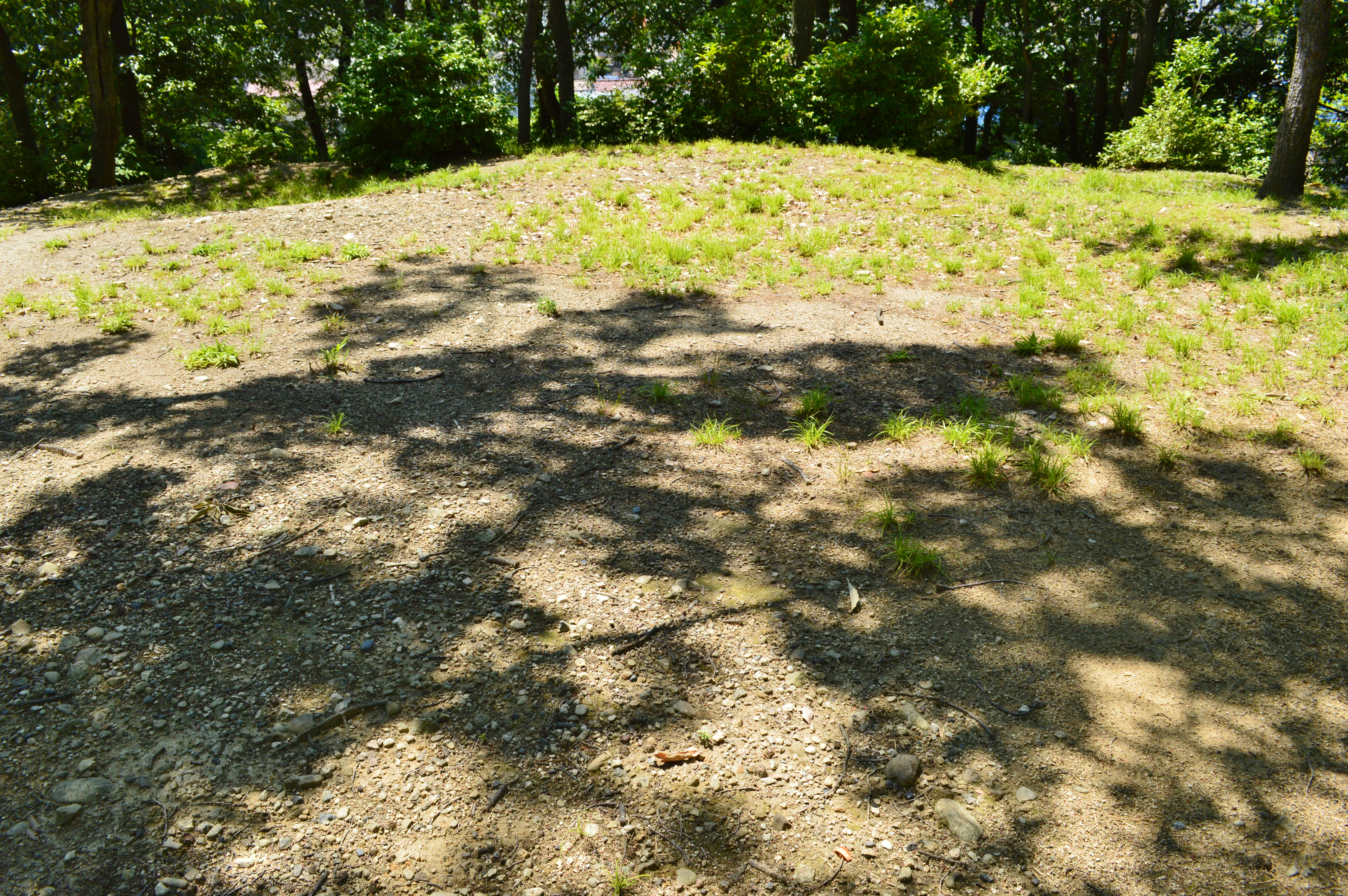
後円部墳頂
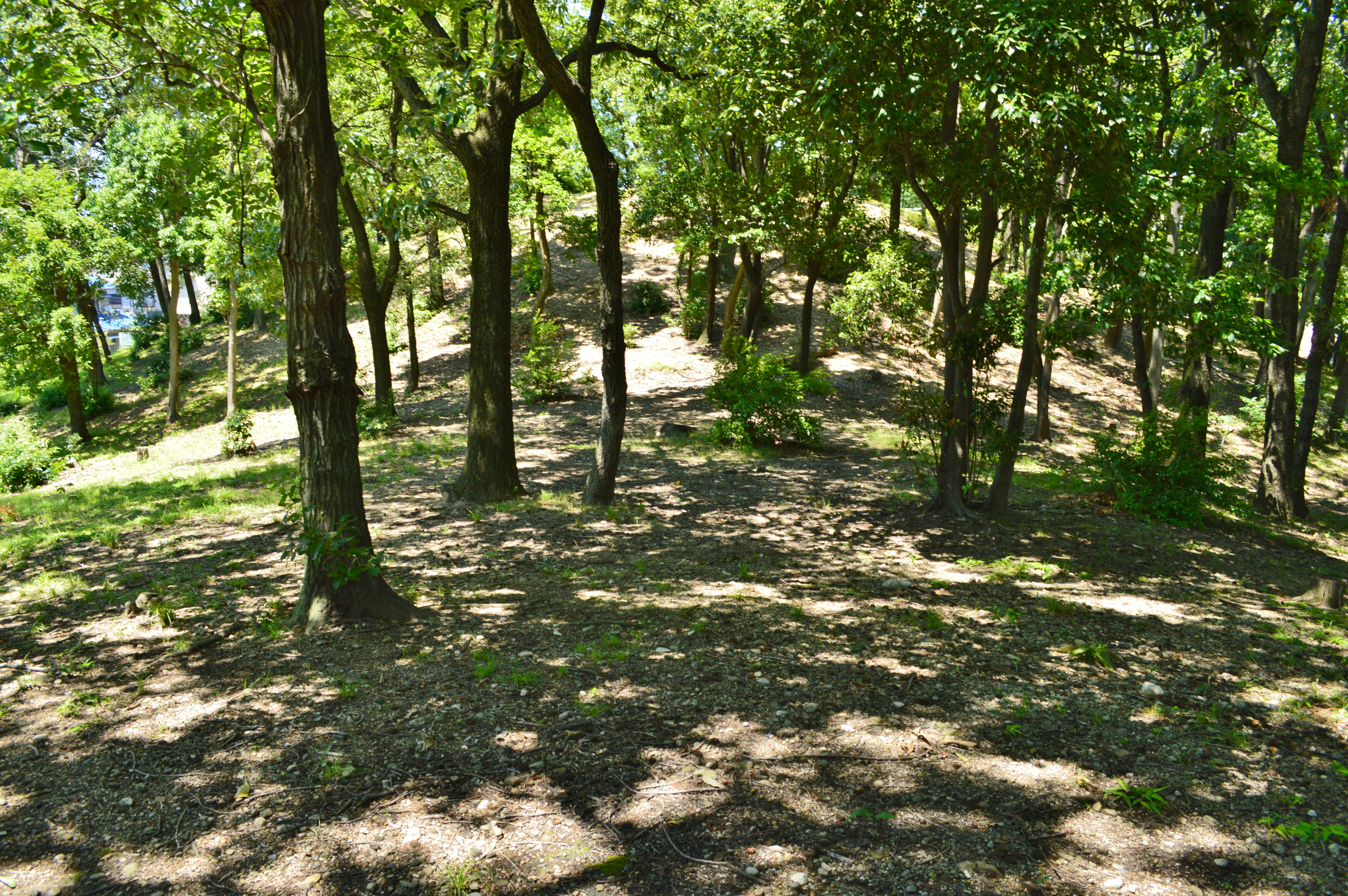
前方部から後円部を望む
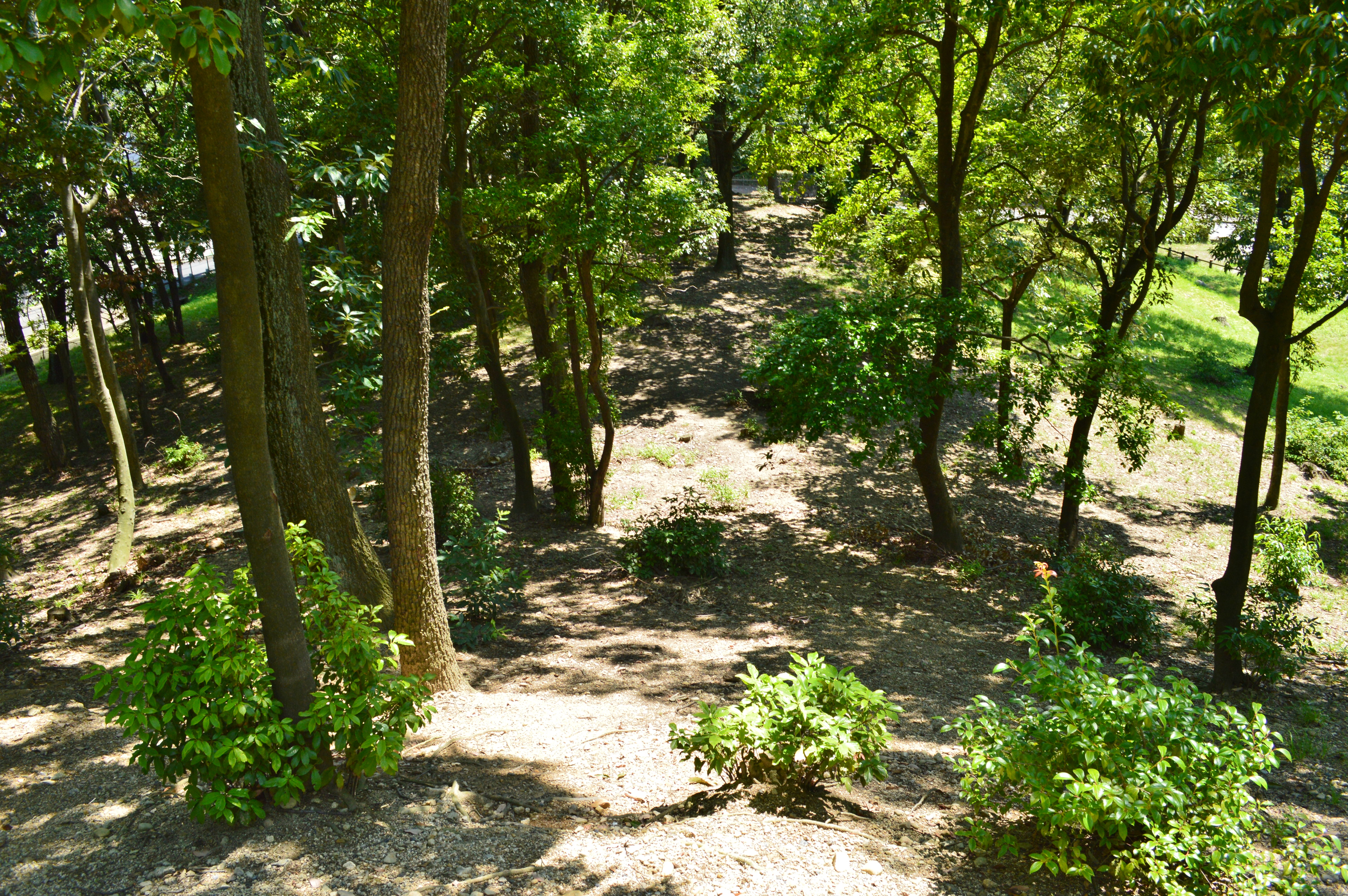
後円部から前方部を望む

## 陪塚

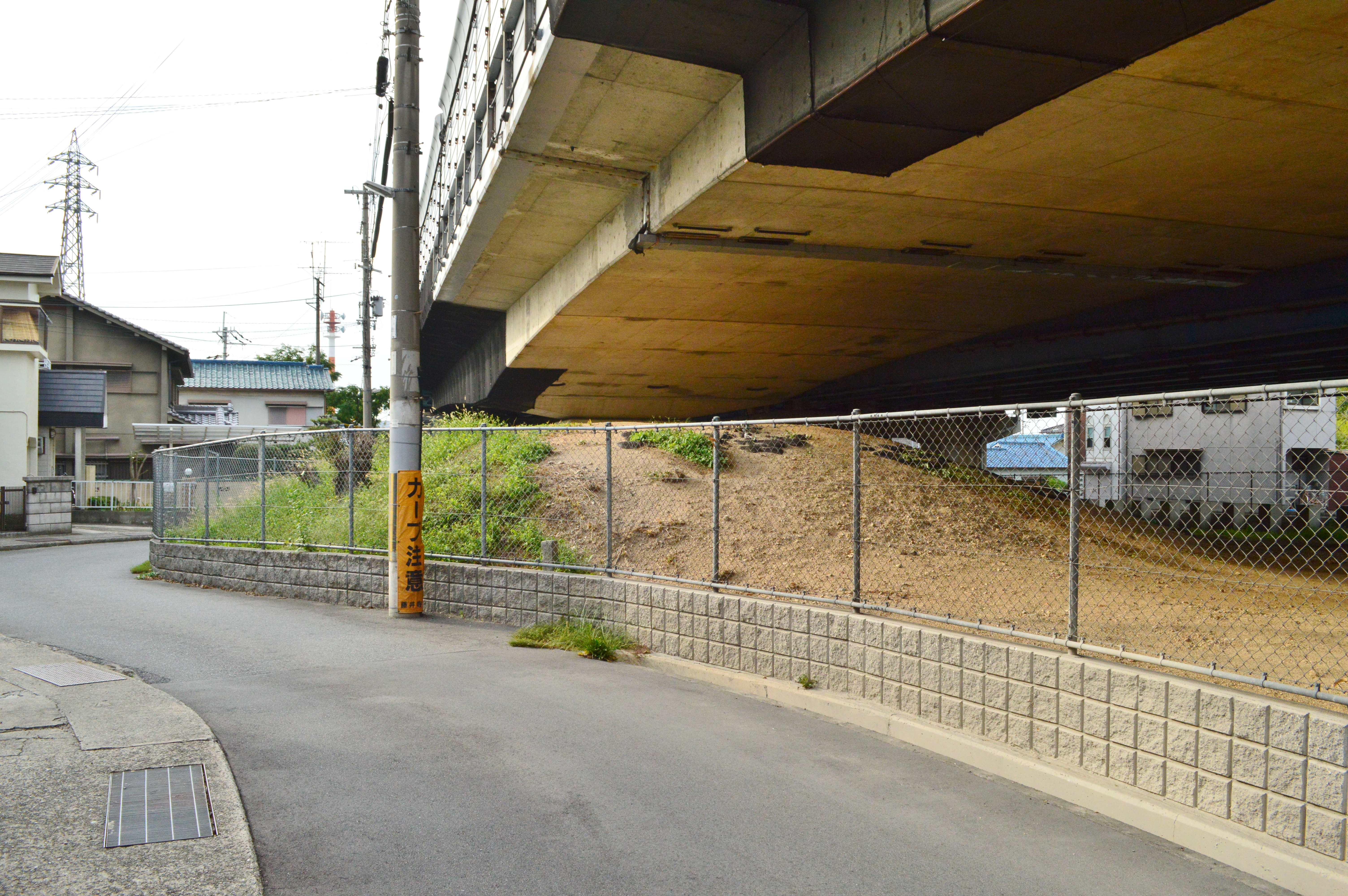
赤面山古墳上は西名阪自動車道。

本古墳では、次の1基が陪塚（陪冢）と推定される。
- 赤面山古墳（せきめんやまこふん）
  - 所在地：藤井寺市古室2丁目（北緯34度34分2.10秒 東経135度36分32.75秒 / 北緯34.5672500度 東経135.6090972度）
  - 形状：方墳
  - 規模：一辺15メートル
  - 史跡指定：国の史跡「赤面山古墳」（史跡「古市古墳群」のうち）
  - 埋葬施設等の詳細は明らかでない[4]。

## 文化財

### 国の史跡
- 大鳥塚古墳（史跡「古市古墳群」のうち）
1956年（昭和31年）9月22日、古室山古墳・赤面山古墳・大鳥塚古墳・助太山古墳・鍋塚古墳を包括する「古室山古墳群」として国の史跡に指定[6]。
2001年（平成13年）1月29日、史跡「古室山古墳群」と他の古墳等6件を統合、青山古墳・蕃所山古墳を追加指定して、指定名称を「古市古墳群」に変更[6]。